# 윌리엄 홀든
윌리엄 홀든(영어: William Holden, 본명은 윌리엄 프랭클린 비들 주니어(영어: William Franklin Beedle Jr.), 1918년 4월 17일 ~ 1981년 11월 12일)은 미국의 배우이다. 홀든은 1954년에 아카데미 남우주연상을 수상하였으며 1974년 에미상을 수상하였다. 홀든은 1950년대에 유명 배우였으며 '올해 최고의 톱 10 스타'에 6번 올랐으며 (1954~1958년, 1961년) 그는 미국 영화 연구소에서 최고의 남자 배우 25에서 25위에 올랐다. 홀든이 나온 영화 중에 유명한 영화로는 《선셋 대로》, 《콰이 강의 다리》, 《와일드 번치》, 《타워링》, 《네트워크》 등이 있다.

## 생애
윌리엄 홀든은 1918년 4월 17일에 윌리엄 프랭클린 비들 주니어라는 이름으로 일리노이주 오팰른에서 태어났다. 어머니인 메리 블란치는 교사였으며 아버지인 윌리엄 프랭클린 비들은 약사였다. 그에게는 로버트와 리처드라는 두 남동생이 있었다. 홀든의 증조모는 1817년 잉글랜드에서 태어나 17세기에 이주해 버지니아주의 랭카스터 카운티에 자리를 잡았다.
홀든은 사우스패서디나 고등학교를 졸업한 후 패서디나 시티 대학교를 다녔다. 이후 그는 1937년, 파라마운트 픽처스로부터 탤런트 스카우트를 받아 영화계로부터 발견된다. 그의 첫 번째 영화는 1938년 개봉한 《범죄자 농장》인데 그는 언급되지 않았다.

### 전성기
그는 1939년, 《골든 보이》로 첫 번째로 중요한 역할을 맡게 되었다. 그는 이 영화에서 바이올리니스트가 권투 선수로 변하는 역할을 맡았다. 그는 주로 컬럼비아 픽처스와 파라마운트 픽처스를 오가면서 영화를 찍었는데 그는 제2차 세계대전 때 미국 육군 항공대에서 복무하였다.
1950년에 그는 당시 파라마운트에서 재능있는 감독이었던 빌리 와일더의 눈에 띄어 《선셋 대로》에서 돈을 못 버는 시나리오 작가로 큰 인기를 얻게 된다. 그는 이 영화에서 무성 영화 시대의 대스타 글로리아 스완슨과 같이 연기하였으며 첫 번째로 아카데미상에서 후보로 오른다.
이 역할 이후로 그에게는 많은 역할을 맡았는데 1950년 주디 홀리데이가 나온 《빌리의 아침》에 출연하였으며, 빌리 와일더가 감독을 맡은 《제17포로수용소》로 마침내 아카데미상을 수상하게 된다. 1954년에는 빌리 와일더가 다시 감독을 맡고 험프리 보가트와 오드리 헵번이 출연한 《사브리나》에 출연하였으며, 그레이스 켈리와 함께 한국 전쟁을 배경으로 한 《원한의 도곡리 다리》에 출연한다. 또한 1955년에는 《모정》에 출연하였다.
1957년에는 데이비드 린이 감독을 맡은 《콰이 강의 다리》에서 시어즈 소령을 맡았으며 1959년에는 존 포드가 감독을 맡은 《존 웨인의 기병대》에 출연하였다.

### 말년
홀든은 1969년 샘 페킨파의 《와일드 번치》에 출연하였고 1974년에는 재난 영화인 《타워링》에 출연하였다. 또한 1976년에는 시드니 루멧의 《네트워크》에 출연하였다. 그의 생애 마지막해인 1981년에는 블레이크 에드워즈의 《할리우드의 건달들》(S.O.B.)에 출연하였다.

### 죽음
1981년 11월 12일, 홀든은 캘리포니아주 샌타모니카에 위치한 아파트에서 술에 취해 작은 융단에서 미끄러져 침대 옆 탁자에 부딪히며 이마가 찢어져 과다 출혈로 사망하였다.

## 출연 작품
- 《제17포로수용소》
- 《피크닉》
- 《타워링》
- 《아테네 탈출》 - 포로 수용소의 담배 피우는 남자 역
- 《그레이트 볼카노》
- 《캠프장에서 생긴 일》
- 《할리우드의 건달들》 - 팀 컬리 역